# Bommanahalli
Bommanahalli är en ort i Indien.   Den ligger i distriktet Bangalore Urban och delstaten Karnataka, i den södra delen av landet, 1 700 km söder om huvudstaden New Delhi. Bommanahalli ligger 894 meter över havet och antalet invånare är 201 220.
Terrängen runt Bommanahalli är platt. Runt Bommanahalli är det mycket tätbefolkat, med 1 266 invånare per kvadratkilometer. Närmaste större samhälle är Bangalore, 8,1 km nordväst om Bommanahalli. Omgivningarna runt Bommanahalli är en mosaik av jordbruksmark och naturlig växtlighet.